# Elettroflottazione
L'Elettroflottazioneʳ è un'operazione unitaria impiegata per la depurazione delle acque industriali, con lo scopo di riutilzzarle e riciclare nel processo produttivo

## Principio di funzionamento

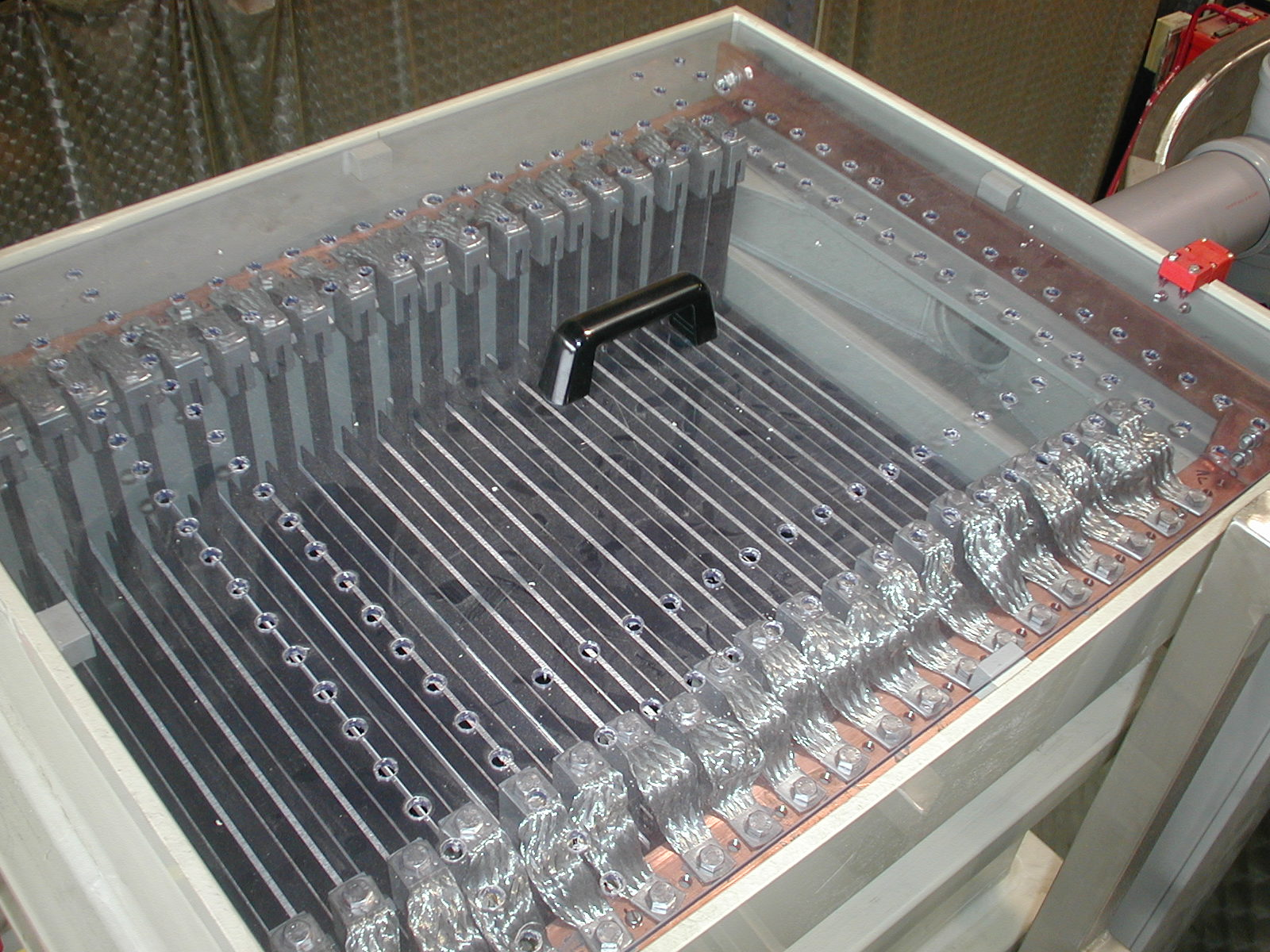
Cella elettrolitica per Elettroflottazioneʳ

L'Elettroflottazioneʳ si basa su un particolare trattamento elettrolitico delle soluzioni acquose, nelle quali viene innescata una serie di reazioni elettrochimiche e chimiche, associate a processi fisici in grado di favorire la trasformazione e il successivo allontanamento dei contaminanti.
Il processo non richiede aggiunte di reagenti chimici, per cui rispetto ad altre operazioni di depurazione si ha un risparmio dei costi di manutenzione e di conferimento dei rifiuti al sistema di inertizzazione o alla discarica.
Alla soluzione viene applicata un'opportuna tensione, tramite un sistema di elettrodi, costituito in genere da catodi in acciaio o materiale inerte (ad esempio titanio) e anodi in acciaio o lega di alluminio.
La geometria della cella e quella degli elettrodi, nonché il loro numero e la sequenza di collocazione, dipendono dalle caratteristiche della soluzione da trattare.
I fenomeni coinvolti nel processo di scarica agli elettrodi sono di natura elettrochimica, chimica e fisica.

### Fenomeni elettrochimici e chimici
Dal punto di vista chimico, all'anodo (l'elettrodo positivo) si verificano principalmente le seguenti reazioni di ossidazione elettrolitica:
2H2O → 4e- + 4H++ O2
Al → 3e- + Al3+
Fe → 2e- + Fe2+
mentre al catodo si verificano le seguenti reazioni di riduzione elettrolitica:
2H+ + 2e- → H2
Mn+ + ne-→ M 
dove Mn+ indica uno qualsiasi dei numerosi ioni metallici che possono subire la riduzione (come tipicamente ferro, alluminio, piombo, cadmio, rame, zinco, nichel, cromo, ecc.) e perciò depositarsi al catodo, venendo in tal modo allontanati pressoché totalmente dalla soluzione.
A tali fenomeni, che avvengono sugli gli elettrodi, fa seguito una serie di reazioni chimiche la cui natura dipende dalla composizione della soluzione ma che consistono in generale in:
- processi ossidativi o riduttivi, in particolare nei confronti delle sostanze organiche
- processi di coagulazione e flocculazione, favoriti dalla precipitazione degli idrossidi di ferro e alluminio che si formano spontaneamente ai pH di lavoro come conseguenza della lenta dissoluzione degli anodi.

### Fenomeni fisici
Altrettanto importanti sotto il profilo dell'intero processo di depurazione sono i fenomeni fisici, innescati dalla fluidodinamica delle bollicine dei gas (idrogeno e ossigeno) che si sviluppano agli elettrodi.
Tali bollicine, che sono all'inizio di dimensioni molecolari, riescono ad aderire alle più minute particelle di inquinanti presenti nella soluzione, determinando un processo di flottazione, che consiste nel trasporto in superficie, sotto forma di una schiuma compatta, delle sostanze solide, che a causa dell'elevata densità o delle dimensioni ridotte sarebbero precipitate o rimaste indefinitamente in sospensione nella soluzione.
Rispetto alla tradizionale flottazione (che consiste semplicemente nell'insufflare aria sotto forma di bolle) nel processo di Elettroflottazioneʳ le dimensioni delle bollicine sono minori, per cui l'area interfacciale tra la fase liquida e la fase gassosa è maggiore: siccome le particelle solide aderiscono appunto alla superficie delle bolle durante la risalita, una maggiore area interfacciale gas-liquido si traduce in una quantità maggiore di solido separato.
Dopo che si è formata la schiuma compatta ("flottato") sulla superficie della soluzione acquosa contenuta nella cella elettrolitica, questa schiuma viene scaricata nella sezione di sedimentazione.
In seguito il flottato e il precipitato-flocculato vengono sottoposti a filtrazione ed essiccamento, in modo da separare ulteriormente il liquido dalla massa solida.
La massa d'acqua depurata che si trova in uscita da questa seconda fase presenta caratteristiche chimiche e chimico-fisiche che ne consentono l'immediato riutilizzo.

## Effetti dell'Elettroflottazioneʳ
Dal punto di vista strettamente chimico-analitico, gli effetti prodotti dall'elettroflottazioneʳ sono i seguenti:
- Abbattimento del COD e del BOD
- Abbattimento dei solventi
- Abbattimento degli oli
- Rimozione pressoché totale dei metalli pesanti
- Abbattimento di solfuri, nitriti e cianuri
- Decolorazione della soluzione
- Notevole effetto battericida.

## Norme
Gli impianti di Elettroflottazioneʳ rispondono, quando richiesto in fase contrattuale, ai requisiti stabiliti dalla norma UNI 11209-3:2006.